# Evolution (software)
Evolution (anglická výslovnost [ˌiːvəˈluːšən]; dříve zvaný Novell Evolution, původně Ximian Evolution) je osobní informační manažer pro prostředí GNOME. Obsahuje poštovního klienta, adresář, kalendář, seznam úkolů a poznámky. Od verze GNOME 2.8 je součástí projektu GNOME.

## Základní vlastnosti
- přijímání e-mailů přes POP a IMAP protokoly a odesílání e-mailů přes SMTP
- bezpečné připojení k síti šifrované pomocí SSL, TLS a STARTTLS
- šifrování a elektronické podepisování zpráv pomocí GPG a S/MIME
- automatické filtrování nevyžádané pošty s pomocí SpamAssassin a bogofilter
- filtry pro zpracování zpráv (třídění do složek při přijetí, automatické přeposlání, předání vlastnímu skriptu…)
- složky výsledků hledání, uložených hledání, které vypadají jako normální složky pošty, sloužící jako alternativa k používání filtrů a vyhledávacích dotazů
- podpora pro web kalendář, iCalendar, WebDAV, CalDAV a Kalendář Google
- podpora pro Microsoft Exchange, Novell GroupWise a Sabari
- správa kontaktů – místní adresáře, LDAP a Google Contacts
- synchronizace přes SyncML s pomocí SyncEvolution a s Palm OS zařízeními přes gnome-pilot
- správa více e-mailových účtů
- vFolders
- integrace s pracovním prostředím GNOME (applet panelu pro oznamování zpráv, kontextový odkaz pro odesílání souboru)
- integrace s klientem rychlých zpráv Pidgin [ˈpidžin]
- podpora pluginů (EPlugin system)
- podpora GNOME Human Interface Guidelines

### Připojování k serveru Microsoft Exchange Server
V závislosti na tom, jakou verzi Microsoft Exchange Server používáte, je nutné nainstalovat různé balíčky, abyste se k němu mohli připojit. V dokumentaci se doporučuje balíček evolution-ews (který používá webové služby Exchange) pro Exchange Server 2007, 2010 a novější. Pokud evolution-ews nefunguje dobře, doporučuje se vyzkoušet balíček evolution-mapi. To podporuje Exchange Server 2010, 2007 a možná i starší verze s podporou MAPI. Pro Exchange Server 2003, 2000 a možná starší verze s podporou aplikace Outlook Web App se doporučuje balíček evolution-exchange.

## Evolution mimo Linux
V minulosti byla aplikace portována na macOS a MS Windows, ale tyto porty již nejsou aktivně vyvíjeny. Pro operační systém Microsoft Windows existuje experimentální verze.

## Projekt Evolution
- (anglicky) Evolution na GNOME Wiki
- (anglicky) Evolution na webu Novellu